# トルファン駅

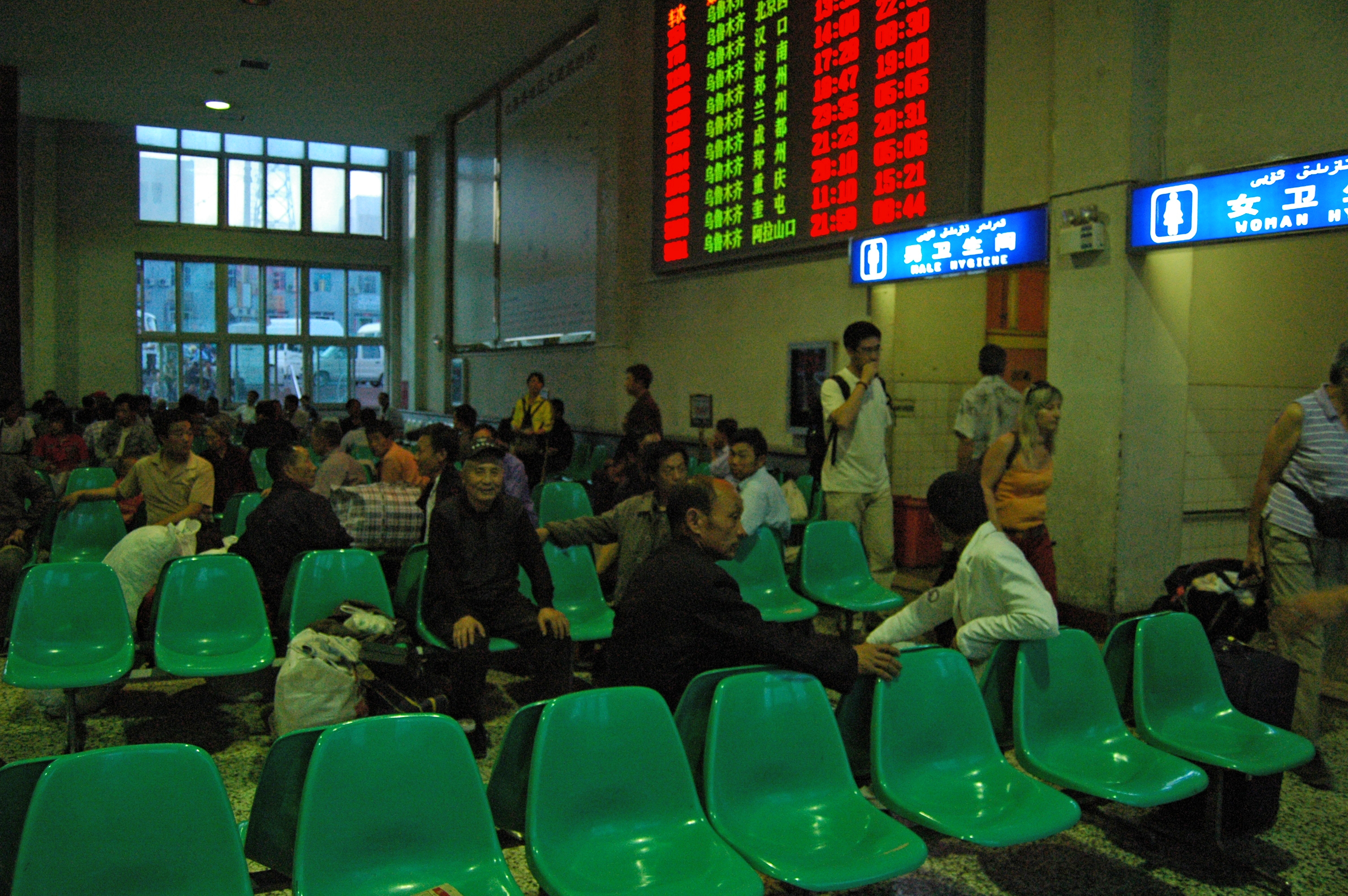
トルファン駅待合室

トルファン駅（トルファンえき）は、中華人民共和国新疆ウイグル自治区トルファン市高昌区大河沿鎮に位置する中国鉄路総公司ウルムチ鉄路局が管轄する駅である。トルファン市街とは数十キロ離れている。

## 駅構造
- 単式ホーム1面、島式ホーム1面の地上駅である。

## 所属路線
- 中国鉄路総公司
  - 蘭新線：蘭州駅起点より1,749km、ウルムチ南駅終点まで143km
  - 南疆線：本駅が起点、カシュガル駅終点まで1,445km

## 利用状況
各種別を含め2010年1月現在、毎日52本の旅客列車が発着する。始発列車は無く、南疆線の列車はウルムチまたは蘭州方面へ蘭新線に直通している。

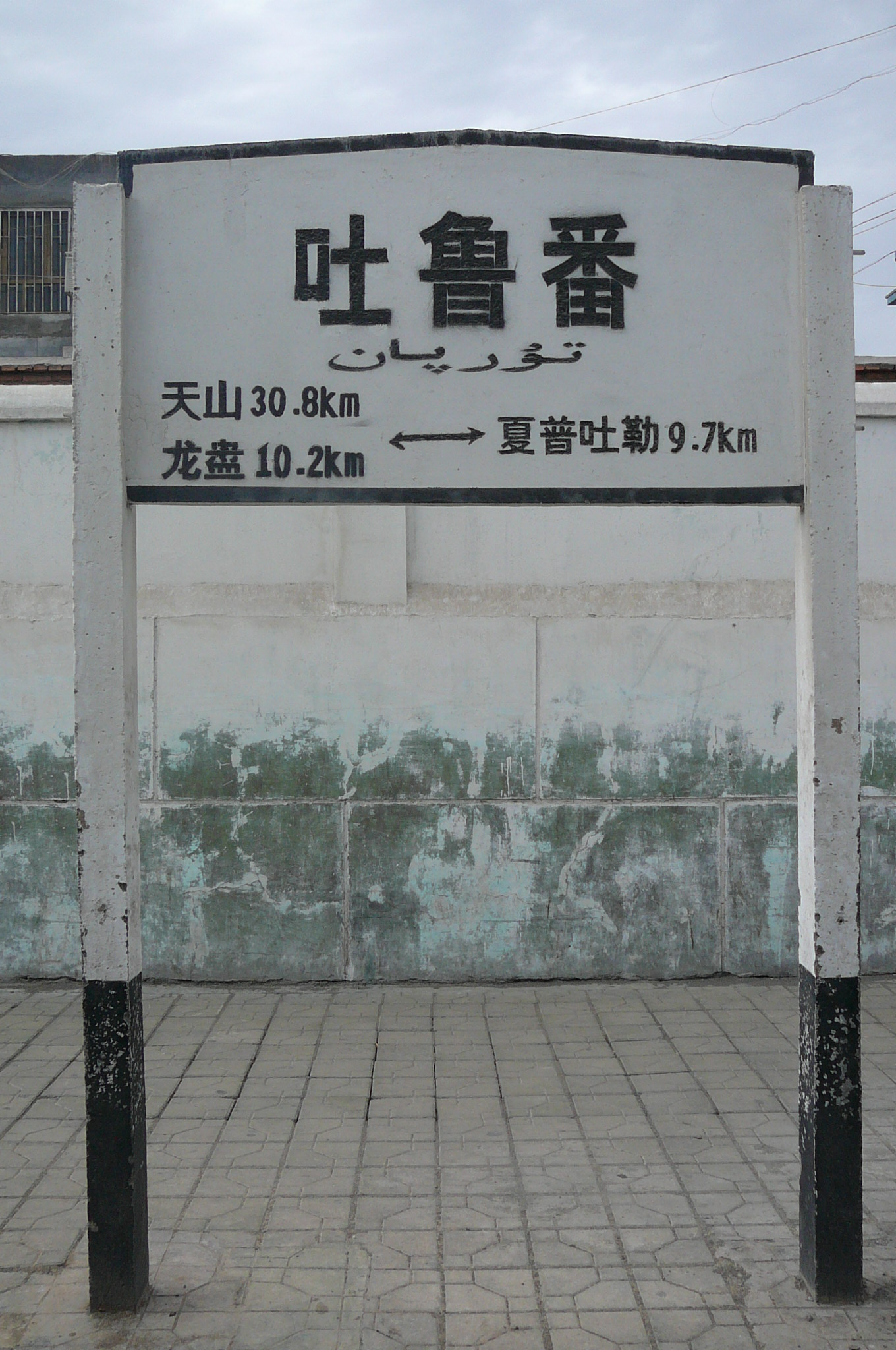
トルファン駅の駅名標（南疆線·蘭新線分歧）

## 歴史
- 1960年 - 蘭新線の開通に伴い開設された。
- 1984年 - 南疆線がコルラ駅まで開業した。

## 隣の駅
中国鉄路総公司
蘭新線
夏普吐勒駅 - トルファン駅 - 頭道河駅
南疆線
トルファン駅 - 龍盤駅

## 参照項目
- トルファン北駅（Turpan North railway station、吐鲁番北站）- 蘭州～ウルムチ高速鉄道のトルファン駅